# Maxim Mateáš
Maxim Mateáš (* 12. května 2008) je slovenský fotbalový záložník a mládežnický reprezentant, od roku 2024 hráč seniorské kategorie slovenského mužstva ŠK Slovan Bratislava. Nastupuje ve středu zálohy.

## Klubová kariéra

#### ŠK Slovan Bratislava
Svoji fotbalovou kariéru začal v týmu ŠK Slovan Bratislava, jehož je odchovanec.

#### Sezóna 2023/24
V průběhu jarní části sezony 2023/24 se propracoval do seniorské kategorie. Ligový debut v dresu A-mužstva Slovanu absolvoval 18. května 2024 ve 32. kole v duelu s klubem MFK Ružomberok (výhra 5:1), když v 88. minutě nahradil na trávníku Marka Toliće. Na jaře 2024 pomohl Slovanu Bratislava k šestému ligovému titulu v řadě a celkově jubilejnímu 30. v historii týmu.

#### Sezóna 2024/25
Se Slovanem se na podzim 2024 poprvé v historii mužstva dostal do hlavní části Ligy mistrů UEFA 2024/2025, v předkolech tohoto Evropského poháru však nastoupil jen ke dvěma zápasům. V ligové fázi tehdy hrající se novým formátem nehrál. Jeho spoluhráči v konfrontaci s týmy Manchester City FC (Anglie) - (prohra 0:4 doma), FC Bayern Mnichov (Německo) - (prohra 1:3 venku), Atlético Madrid (Španělsko) - (prohra 1:3 venku), AC Milán (Itálie) - (prohra 2:3 doma), GNK Dinamo Záhřeb (Chorvatsko) - (prohra 1:4 doma), Celtic FC (Skotsko) - (prohra 1:5 venku), VfB Stuttgart (Německo) - (prohra 1:3 doma) a Girona FC (Španělsko) - (prohra 0:2 venku) skončili v konečné tabulce složené ze všech mužstev postoupivších do ligové fáze na 35. místě a do vyřazovací fáze nepostoupili. 16. října 2024 podepsal s vedením svoji první profesionální smlouvu, která měla délku dva roky. Na jaře 2025 vybojoval se Slovanem Bratislava po domácí výhře 4:3 nad celkem MŠK Žilina sedmý ligový titul v řadě.

## Klubové statistiky
Aktuální k 18. květnu 2025
| Sezona    | Klub                 | Soutěž    | Zápasy | Góly |
| --------- | -------------------- | --------- | ------ | ---- |
| 2023/2024 | ŠK Slovan Bratislava | Niké liga | 1      | 0    |
| 2024/2025 | ŠK Slovan Bratislava | Niké liga | 1      | 0    |
| 2025/2026 | ŠK Slovan Bratislava | Niké liga |        |      |